# Первый снег (фильм, 1964)
«Первый снег» — советский художественный фильм режиссёров Бориса Григорьева и Юрия Швырёва, снятый на киностудии имени М. Горького в 1964 году.
Фильм снят по мотивам повести Василия Рослякова «Один из нас».
Премьера фильма состоялась 16 мая 1965 года.

## Сюжет
Кинолента посвящена поэтам, не вернувшимся с войны. Перед зрителями проходят Всеволод Багрицкий, Николай Майоров, Павел Коган, Михаил Кульчицкий. Молодые парни ведут дискуссии не только о жизни, поэзии, но и о победе в надвигающейся войне…

## В ролях
- Алексей Локтев — Коля Терентьев
- Родион Нахапетов — рассказчик, друг Коли
- Наталья Величко — Наташа
- Жанна Прохоренко — Марьяна
- Георгий Склянский —
- Валерий Носик — Витя Ласточкин
- Михаил Глузский — председатель профкома
- Арина Алейникова —
- Виктор Кольцов —
- Михаил Еремеев — Юдин
- Алексей Миронов
- Галина Булкина — эпизод

## Съёмочная группа
- Автор сценария — Василий Росляков
- Режиссёры-постановщики — Юрий Швырёв, Борис Григорьев
- Оператор-постановщик — Пётр Катаев
- Художник-постановщик — Борис Дуленков
- Композитор — Владимир Рубин